# Tịnh Thiện
Tịnh Thiện là một xã thuộc thành phố Quảng Ngãi, tỉnh Quảng Ngãi, Việt Nam.
Xã Tịnh Thiện có diện tích 11,92 km², dân số năm 1999 là 8.201 người, mật độ dân số đạt 688 người/km².

## Lịch sử
Xã này từng là một phần của huyện Sơn Tịnh cho đến khi Thủ tướng Chính phủ Việt Nam ký Nghị quyết số 123/NQ-CP có nội dung sáp nhập Tịnh Thiện vào địa phận thành phố Quảng Ngãi.